# 京奈和自動車道
京奈和自動車道（日语：／ Keinawa jidōshadō */?）是以京都府京都市為起點，經奈良縣由北向西後抵達和歌山縣和歌山市，總長約120公里的國土交通大臣指定高規格幹線道路（一般國道快速道路）。
高速公路路線編號被編為 E24 。

## 交流道
- 交流道（IC）編號欄的背景色為■顯示該部分道路已經啟用。
- 設施欄的背景色為■顯示路段未啟用或休止的設施。
- 上側為起點側，下側為終點側。
- JCT為公路分岔點（日语：ジャンクション (道路)）的簡寫，IC為交流道的簡寫，PA為停車區（日语：パーキングエリア）的簡寫。

| 交流道編號 | 中文設施名    | 日文設施名                   | 英文設施名 | 接續路線名                                        | 名古屋西 距離 （公里） | 巴士站 | 備註                                                      | 所在地   | 所在地          | 所在地          |
| ---------- | ------------- | ---------------------------- | ---------- | ------------------------------------------------- | ---------------------- | ------ | --------------------------------------------------------- | -------- | --------------- | --------------- |
| -          | 巨椋JCT       |                              | /          | E88 京滋繞道（國道1號）                           | -                      |        | 調查中                                                    | 京都府   | 久世郡 久御山町 | 久世郡 久御山町 |
| 9          | 城陽JCT/IC    |                              |            | E1A 新名神高速公路 國道24號（大久保繞道）         | 0.0                    |        | 新名神名古屋方向預定於2024年度開通                        | 京都府   | 城陽市          | 城陽市          |
| 2          | 田邊北IC      |                              |            | 京都府道22號八幡木津線                            | 1.6                    |        |                                                           | 京都府   | 京田邊市        | 京田邊市        |
| 3          | 田邊西IC/TB   |                              |            | 國道307號                                         | 5.1                    |        | 公路收費站只限京都方向                                    | 京都府   | 京田邊市        | 京田邊市        |
| 4          | 精華下狛IC/TB |                              |            |                                                   | 9.0                    |        | 公路收費站只限奈良、和歌山方向                            | 京都府   | 相樂郡 精華町   | 相樂郡 精華町   |
| 5          | 精華學研IC    |                              |            | 奈良縣道·京都府道72號生駒精華線                   | 12.4                   |        |                                                           | 京都府   | 木津川市        | 木津川市        |
| 6          | 山田川IC      |                              |            | 國道163號                                         | 14.0                   |        |                                                           | 京都府   | 相樂郡 精華町   | 相樂郡 精華町   |
| 7          | 木津IC        |                              |            | 國道24號（奈良繞道）                              | 17.0                   |        | 京都方向出入口                                            | 京都府   | 木津川市        | 木津川市        |
| -          | 奈良北IC      |                              |            | 國道24號（奈良繞道）                              | 17.0                   |        | 和歌山方向出入口 預定2032年度開通                         | 奈良縣   | 奈良市          | 奈良市          |
| -          | 奈良IC        |                              |            | 國道24號（奈良繞道）                              | 23.1                   |        | 京都方向預定2032年度開通 和歌山方向預定2027年度開通       | 奈良縣   | 奈良市          | 奈良市          |
| -          | 大和郡山北IC  |                              |            | 國道24號（奈良繞道）                              | 25.1                   |        | 預定2027年度開通                                          | 奈良縣   | 大和郡山市      | 大和郡山市      |
| -          | 大和郡山IC    |                              |            | 國道24號（奈良繞道）                              | 28.8                   |        | 奈良、京都方向出入口 預定2027年度開通                     | 奈良縣   | 大和郡山市      | 大和郡山市      |
| 4-2        | 郡山下道JCT   |                              |            | E25 西名阪自動車道                                | 29.4                   |        | 該JCT與西名阪自動車道、郡山IC無法互相往來                 | 奈良縣   | 大和郡山市      | 大和郡山市      |
| 8          | 郡山南IC      |                              |            | 國道24號（橿原繞道）                              | 31.0                   |        | 和歌山方向出入口                                          | 奈良縣   | 天理市          | 天理市          |
| -          | 三宅IC        |                              |            | 國道24號（橿原繞道） 三宅町道1號線                | 33.3                   |        | 奈良、京都方向出入口                                      | 奈良縣   | 磯城郡          | 三宅町          |
| -          | 田原本IC      |                              |            | 國道24號（橿原繞道） 奈良縣道14號櫻井田原本王寺線 | 36.8                   |        | 和歌山方向出入口 興建中                                   | 奈良縣   | 磯城郡          | 田原本町        |
| 9          | 橿原北IC      |                              |            | 國道24號（橿原繞道） 奈良縣道105號中和幹線        | 38.8                   |        | 奈良、京都方向出入口                                      | 奈良縣   | 橿原市          | 橿原市          |
| 興建中     |               |                              |            |                                                   |                        |        |                                                           | 奈良縣   | 橿原市          | 橿原市          |
| -          | 橿原JCT       |                              |            | E91 大和高田繞道                                  | 43.2                   |        | 大阪方向 - 和歌山方向 大阪方向預定2026年春開通            | 奈良縣   | 橿原市          | 橿原市          |
| -          | 橿原高田IC    |                              |            | E91 大和高田繞道 國道24號                         | 43.2                   |        |                                                           | 奈良縣   | 橿原市          | 橿原市          |
| -          | 御所IC        |                              |            | 國道24號（現道） 奈良縣道116號大和高田御所線      | 46.9                   |        |                                                           | 奈良縣   | 御所市          | 御所市          |
| -          | 御所南IC/PA   |                              |            | 國道24號（現道） 國道309號                        | 49.4                   |        | 奈良、京都方向出入口與和歌山方向出口 PA只限奈良、京都方向 | 奈良縣   | 御所市          | 御所市          |
| 10         | 五條北IC      |                              |            | 國道24號（現道）                                  | 56.6                   |        |                                                           | 奈良縣   | 五條市          | 五條市          |
| 11         | 五條IC        |                              |            | 國道310號                                         | 61.1                   |        |                                                           | 奈良縣   | 五條市          | 五條市          |
| 12         | 五條西IC      |                              |            |                                                   | 63.2                   |        | 奈良、京都方向出入口                                      | 奈良縣   | 五條市          | 五條市          |
| 13         | 橋本東IC      |                              |            |                                                   | 65.3                   |        |                                                           | 和歌山縣 | 橋本市          | 橋本市          |
| 14         | 橋本IC        |                              |            | 國道371號（橋本繞道） （大阪橋本道路）            | 70.2                   |        |                                                           | 和歌山縣 | 橋本市          | 橋本市          |
| 15         | 高野口IC      |                              |            |                                                   | 75.8                   |        |                                                           | 和歌山縣 | 橋本市          | 橋本市          |
| 16         | 紀北葛城IC    |                              |            |                                                   | 79.8                   |        |                                                           | 和歌山縣 | 伊都郡 葛城町   | 伊都郡 葛城町   |
| 17         | 葛城西IC/PA   |                              |            | 和歌山縣道125號那賀葛城線                         | 82.5                   |        | PA別名「道之驛葛城西」（只限奈良、京都方向）              | 和歌山縣 | 伊都郡 葛城町   | 伊都郡 葛城町   |
| 18         | 紀之川東IC    |                              |            | 和歌山縣道122號西川原粉河線                       | 88.2                   |        |                                                           | 和歌山縣 | 紀之川市        | 紀之川市        |
| 19         | 紀之川IC      |                              |            | 大阪府道·和歌山縣道62號泉佐野打田線               | 92.7                   |        |                                                           | 和歌山縣 | 紀之川市        | 紀之川市        |
| 20         | 岩出根來IC/TB |                              |            | 大阪府道·和歌山縣道63號泉佐野若出線               | 98.4                   |        |                                                           | 和歌山縣 | 岩出市          | 岩出市          |
| 20-1       | 和歌山JCT     |                              |            | E26 阪和自動車道（大阪方向）                      | 101.6                  |        | 接續的阪和自動車道的紀之川SA兩方向都無法使用              | 和歌山縣 | 和歌山市        | 和歌山市        |
| 20-1       | 和歌山JCT     | E42 阪和自動車道（白濱方向） | 104.9      |                                                   |                        |        | 接續的阪和自動車道的紀之川SA兩方向都無法使用              | 和歌山縣 | 和歌山市        | 和歌山市        |

## 歷史
- 1973年（昭和48年）
  - 4月10日 : 大和御所道路「大和區間」以橿原繞道之名義決定都市計畫。
  - 4月16日 : 五條道路以「五條繞道」之名義開工。
- 1987年度 : 橿原繞道被指定為高規格幹線道路。
- 1987年（昭和62年）2月17日 : 五條繞道都市計畫決定。
- 1988年度 : 五條繞道被賦予高規格幹線道路京奈和自動車道「五條道路」之地位。
- 1988年（昭和63年）10月5日 : 京奈道路城陽交流道 - 田邊西交流道通車。
- 1989年度 : 橋本道路事業化。
- 1989年（平成元年）4月 : 橋本道路都市計畫決定。
- 1990年度 : 五條道路工程開始。
- 1991年度 : 開始徵收橋本道路之用地。
- 1991年（平成3年）
  - 7月19日 : 大和御所道路都市計畫決定。
  - 12月21日 : 京奈道路田邊西交流道 - 精華下狛交流道通車。
- 1992年度 : 大和御所道路「御所區間」與「大和區間」事業化。開始徵收大和區間道路用地。
- 1993年度 : 紀北東道路事業化。
- 1993年（平成5年）3月25日 : 京奈道路精華下狛交流道 - 山田川交流道通車。
- 1994年度 : 大和御所道路「大和區間」工程開始。
- 1997年度 : 紀北西道路事業化。
- 1998年度 : 開始徵收大和御所道路「御所區間」之用地。橋本道路開工。
- 1998年（平成10年）8月 : 紀北東道路都市計畫決定
- 1999年（平成11年）12月 : 紀北西道路都市計畫決定
- 2000年（平成12年）4月16日 : 京奈道路山田川交流道 - 木津交流道通車，京奈道路全線通車。
- 2002年度 : 開始徵收紀北東道路之用地。
- 2004年（平成16年）3月20日 : 大和御所道路橿原市曾我町（國道24號） - 同市新堂町（國道165號大和高田繞道）間之一般部（平面道路）通車。
- 2006年（平成18年）
  - 4月15日 : 大和御所道路郡山南交流道 - 橿原北交流道通車（三宅交流道與田原本交流道除外）、西名阪自動車道郡山交流道 - 郡山南交流道間之平面道路通車。
  - 4月22日 : 五條道路五條北交流道 - 五條交流道通車。
  - 4月27日 : 橋本道路橋本交流道 - 高野口交流道通車。
  - 6月17日 : 五條交流道 - （奈良和歌山縣境） - 橋本東交流道通車，五條道路全線通車。
- 2007年（平成19年）
  - 3月25日 : 紀北東道路高野口交流道 - 葛城交流道間開工
  - 8月2日 : 橋本道路橋本東交流道 - 橋本交流道間通車，橋本道路全線通車。
- 2008年（平成20年）
  - 3月13日 : 大和北道路奈良交流道 - 郡山下道系統交流道(6.3km)之新規事業化決定。
  - 11月 : 京奈道路田邊北交流道 - 木津交流道間速限從速度60km/h提升至70km/h。
- 2011年（平成23年）12月7日 : 大和御所道路（御所區間）之交流道名稱確定[7]。
- 2012年（平成24年）
  - 3月25日 : 大和御所道路（御所區間）橿原高田交流道 - 御所交流道通車[8]。
  - 4月22日 : 紀北東道路・高野口交流道 - 紀北葛城交流道通車[9]。
- 2013年（平成25年）
  - 6月11日 : 葛城西停車區（當時:葛城停車區）之追加交流道得到國土交通大臣的許可[10]。
  - 10月17日 : 紀北東道路之交流道名稱確定[11]。
- 2014年（平成26年）
  - 3月1日 : 五條道路、橋本道路、紀北東道路（高野口交流道 - 紀北葛城交流道）間速限從60km/h提升至70km/h[12]。
  - 3月30日 : 紀北東道路紀北葛城交流道 - 紀之川交流道通車，紀北東道路全線通車[13]。
- 2015年（平成27年）
  - 1月16日 : 大和御所道路（大和區間）除田原本交流道之外的其他交流道名稱決定[14]。
  - 3月21日 :  大和御所道路（御所區間）御所交流道 - 御所南交流道通車。
  - 3月22日 :  大和御所道路（大和區間）郡山下道系統交流道 - 郡山南交流道通車。
  - 3月28日 :  大和御所道路（大和區間）三宅交流道通車。
  - 9月12日 :  紀北西道路紀之川交流道 - 岩出根來交流道通車[15]。
- 2016年度 ： 大和御所道路（大和區間）橿原北交流道 - 橿原高田交流道工程開始。
- 2017年（平成29年）
  - 3月18日 : 紀北西道路岩出根來交流道 - 和歌山系統交流道通車，紀北西道路全線通車
  - 4月30日 : 城陽系統交流道（神戶方向）通車。
  - 8月19日 : 大和御所道路（御所區間）御所南交流道 - 五條北交流道通車。

### 通車預定年度
- 2023年度 : 城陽系統交流道（名古屋方向）
- 未定 : 奈良交流道 - 郡山下道系統交流道
- 未定 : 田原本交流道、橿原北交流道 - 橿原高田交流道
- 未動工 : 木津交流道 - 奈良交流道

## 路線狀況

### 車道、速限與收費
| 區間                              | 車道 上下線=上行線+下行線 | 最高速度 （専用部） | 收費與否 |
| --------------------------------- | ------------------------- | ------------------- | -------- |
| 城陽交流道 - 田邊北交流道         | 2=1+1                     | 60 km/h             | 收費     |
| 田邊北交流道 - 木津交流道         | 2=1+1                     | 70 km/h             | 收費     |
| 郡山下道系統交流道 - 橿原北交流道 | 4=2+2                     | 80 km/h             | 免費     |
| 橿原高田交流道 - 和歌山系統交流道 | 2=1+1                     | 70 km/h             | 免費     |

### 交通量
24小時交通量（台）　道路交通調查
| 區間                              | 平成17（2005）年度 | 平成22（2010）年度 |
| --------------------------------- | ------------------ | ------------------ |
| 城陽交流道 - 田邊北交流道         | 26,661             | 26,171             |
| 田邊北交流道 - 田邊西交流道       | 16,423             | 17,991             |
| 田邊西交流道 - 精華下狛交流道     | 16,100             | 18,858             |
| 精華下狛交流道 - 精華學研交流道   | 15,091             | 18,449             |
| 精華學研交流道 - 山田川交流道     | 14,778             | 16,357             |
| 山田川交流道 - 木津交流道         | 9,945              | 13,015             |
| 郡山下道系統交流道 - 郡山南交流道 | 調査當時尚未通車   | 調査當時尚未通車   |
| 郡山南交流道 - 橿原北交流道       | 調査當時尚未通車   | 34,287             |
| 橿原高田交流道 - 御所交流道       | 調査當時尚未通車   | 調査當時尚未通車   |
| 御所交流道 - 御所南交流道         | 調査當時尚未通車   | 調査當時尚未通車   |
| 五條北交流道 - 五條交流道         | 調査當時尚未通車   | 8,599              |
| 五條交流道 - 五條西交流道         | 調査當時尚未通車   | 14,041             |
| 五條西交流道 - 橋本東交流道       | 調査當時尚未通車   | 12,858             |
| 橋本東交流道 - 橋本交流道         | 調査當時尚未通車   | 11,225             |
| 橋本交流道 - 高野口交流道         | 調査當時尚未通車   | 12,091             |
| 高野口交流道 - 紀北葛城交流道     | 調査當時尚未通車   | 調査當時尚未通車   |
| 紀北葛城交流道 - 葛城西交流道     | 調査當時尚未通車   | 調査當時尚未通車   |
| 葛城西交流道 - 紀之川東交流道     | 調査當時尚未通車   | 調査當時尚未通車   |
| 紀之川東交流道 - 紀之川交流道     | 調査當時尚未通車   | 調査當時尚未通車   |
| 紀之川交流道 - 岩出根來交流道     | 調査當時尚未通車   | 調査當時尚未通車   |

（來源：「平成22年度道路交通調查（页面存档备份，存于）」自國土交通省往頁摘錄資料做成）

## 相關項目
- 新名神高速公路
- 日本高速公路列表
- 近畿地方道路列表
- 一般國道
- 高規格幹線道路
- 第二京阪道路
- 阪神高速8號京都線

## 註解
1. ↑  用地等の明渡しが順調な場合・土工工事の進捗が順調な場合。
2. ↑  間接接續。

## 外部連結
- 西日本高速道路株式會社（页面存档备份，存于）
- 國土交通省 近畿地方整備局 奈良國道事務所 （页面存档备份，存于）
- 奈良縣道路建設課 （页面存档备份，存于）
- 國土交通省 近畿地方整備局 和歌山河川國道事務所 （页面存档备份，存于）
- 和歌山縣縣土整備部道路局 （页面存档备份，存于）